# Torskabotten
Torskabotten är en sjö i Alingsås kommun och Lerums kommun i Västergötland och ingår i Göta älvs huvudavrinningsområde. Sjön är 13 meter djup, har en yta på 0,698 kvadratkilometer och befinner sig 112,3 meter över havet. Sjön Ömmern avvattnas i Torskabotten genom en sprängd kraftverkstunnel varefter Torskabotten, i sin tur, avvattnas av vattendraget Tollereds ström (sedan 1980-talet även av en sprängd kraftverkstunnel) till sjön Sävelången, vilken är en del av Säveåns vattensystem.

## Namn
Etymologin bakom namnet är omdiskuterad. Teorier har framförs av att det kommer av antingen Torrskogsbotten, Torvskogsbotten eller från förkristna Torsskogsbotten. Innan sjöns uppdämning var där på äldre kartor bevisligen fortfarande en sjö, om än vid lägre vattenstånd flera mindre tjärnar. Detta kan antas vara anledningen till att sjön på äldre kartor är utnämnd som Torska bottnar i plural. Klart är att botten i detta fall betyder nedanför, i.e nedanför Torska. På gamla kartor är tjärnen längs den gamla forsen mellan Ömmern och Torskabotten utnämnd som Torska. Ruinen efter gården Torska Qwarn (även i folkmun känd som Jota) ligger invid samma tjärn. Gården förekommer i Hemsjö Sockens folkbokföring mellan 1703 och 1848. I Institutet för Språk och Fornminnens ortnamnsregister pågår en livlig debatt bland marginalens anteckningar angående etymologin bakom namnet. Debatten står mellan Elof Hullqvist, upphovsmannen till "Studier öfver de Svenska sjönamnen" från 1903 och -A. Noreen undertecknad Granskningskomiténss arbeten-. Hullqvist menar att sjönamnet Torska kommer från gårdsnamnet, som i sig härstammar från mansnamnet Torske eller Iorske. Noreen hävdar att både gårds och sjönamnet "äro adjektiviska sk. bildningar till sjöns urspr. namn *Torren".